# Вељко Банђур
Вељко Банђур (Убоско, код Љубиња, 6. октобар 1950) српски је педагог и универзитетски професор. Банђур је академик Српске академије образовања. 

## Биографија
Рођен је у Убоску, код Љубиња, 1950. године.

### Образовање
Учитељску школу је завршио у Мостару 1969. године, а студије педагогије и психологије на Филозофском факултету Универзитета у Сарајеву 1974. На истом Факултету одбранио је магистарску тезу Идентификовање способности учења математике код ученика основне школе 1977. и докторску дисертацију Законитост у промјени положаја ученика у наставном процесу 1983. из педагогије. Биран је у звања: асистента 1979, доцента 1983, ванредног 1988. и редовног професора 1993. За дописног члана Српске академије образовања изабран је 2010, а за редовног 2013. године.

### Каријера
Вељко Банђур је радио на Филозофском факултету Универзитета у Сарајеву и на Филозофском факултету Универзитета у Новом Саду. Био је запослен, од 1995. године, на Учитељском факултету Универзитета у Београду. Радио је на основним, мастер и докторским студијама. Предавао је Дидактику, Методологију педагошких истраживања и Методику наставе природе и друштва. Био је ментор у изради 12 докторских дисертација, 18 магистарских теза, 16 специјалистичких радова и више десетина дипломских и мастер радова из педагогије, дидактике и методике. Рецензирао је преко 110 стручних и научних публикација. Био је на више студијских боравака и стручних посета у иностранству: Манхајм (1980), Лондон (1990), Хелсинки (2001), Лион (2008), Брисел (2009), Марибор (2012), Загреб (2016), Пекинг (2018), Париз (2019). 
На факултету и универзитету је обављао више функција. На Филозофском факултету у Сарајеву био је шеф Катедре за педагогију, председник Одсјека за педагогију и психологију и продекан за наставу. На Учитељском факултету Универзитета у Београду обављао је функције шефа: Катедре за дидактику и методике, Катедре за методику наставе природе и друштва и Катедре за дидактику, руководиоца Већа последипломских магистарских студија и првог руководиоца Већа докторских студија, члана Комисије за развој студијског плана и програма и обезбеђење квалитета на факултету и др. На Универзитету у Београду био је члан Већа Универзитета и члан Стручног већа универзитета за друштвене науке. Био је и председник Савеза педагошких друштава БиХ, члан председништва Савеза педагошких друштава Југославије и члан Матичног научног одбора за друштвене науке у Министарству науке и технолошког развоја Републике Србије. Члан је Педагошког друштва Републике Српске, Педагошког друштва Србије и Форума педагога. Вељко Банђур је био одговорни уредник часописа Наша школа, Сарајево; главни уредник часописа Педагогија, Београд и члан редакције националних часописâ Иновације у настави, Београд; Наша школа, Бања Лука; Учење и настава, Београд; Методичка теорија и пракса, Београд; Нова школа, Бијељина и међународног научног часописа Croatian Journal of Еducation, Загреб.
Области његовог научног интересовања су: дидактика, методика наставе и методологија педагошких истраживања. Аутор или коаутор је двадесетак књига (универзитетских уџбеника, приручника и монографија) и више од 140 научних и стручних радова објављених у часописима и зборницима.  Радови су му цитирани око 700 пута. Учествовао је на више од 50 националних и међународних научних скупова у земљи и иностранству, од тога четири пута са уводним рефератом. Био је председник или члан двадесетак организационих и научних одбора. Био је ангажован на више научноистраживачких пројеката. 
За стручни и научни рад добио је више признања: Диплому и сребрну значку Универзитета у Сарајеву, Диплому Савеза педагошких друштава Југославије, Захвалницу Савеза педагошких друштава БиХ, Повељу Форума педагога Србије и др.

## Одабрана дела
Универзитетски уџбеници
1. Банђур, В., Круљ, Р. и Радовановић, И.: Статистика у педагошком истраживању, Универзитет у Приштини, Приштина, 1996: 1-172.
2. Банђур, В. и Поткоњак, Н.: Методологија педагогије, Савез педагошких друштава Југославије, Београд, 1999: 1-464.
3. Лазаревић, Ж. и Банђур, В.: Методика наставе природе и друштва,   Учитељски факултети у Јагодини и Београду, 2001: 1-308.
4. Благданић, С. и Банђур, В.: Методика наставе природе и друштва, БИГЗ и Учитељски факултет у Београду,  Београд, 2018: 1-383.

Приручници за студенте и наставнике
1. Банђур, В.  и Благданић, С.: Практикум из методике наставе природе и друштва, Учитељски факултет, Београд, 2005: 1-155.
2. Кундачина, М. и Банђур, В.: Методолошки практикум, Учитељски факултет, Ужице, 2005: 1-159.
3. Банђур, В. и Радовић, В.: Практикум из дидактике, Учитељски факултет, Београд, 2007: 1-158.
4. Банђур, В. и Ковачевић, З.: Основе дидактике,   Учитељски факултет, Београд, 2010: 1-142 стр.
5. Банђур, В.  и Благданић, С.: Методика наставе природе и друштва, Учитељски факултет, Београд, 2014: 1-168.

Научне монографије  и студије
1. Банђур, В.: Ученик у наставном процесу, Веселин Маслеша, Сарајево, 1985: 1-194.
2. Банђур, В.: Способности учења математике, ИДП Уџбеници, приручници и дидактичка средства, Сарајево, 1991: 1-139.
3. Банђур, В. и Поткоњак, Н.: Педагошка истраживања у школи,  Учитељски факултет – ЦУРО, Београд, 1996: 1-249.
4. Радовановић, И., Мандић, Д. и Банђур, В.:  Основе информатичке и статистичке писмености,  Учитељски факултети у Јагодини и Ужицу, 1996: 1-227.
5. Банђур, В.: Улога наставника у малим и акционим истраживањима, Републички педагошки завод, Бања Лука, 2000: 1-29.
6. Банђур, В.: Педагошко-методолошко утемељење методике разредне наставе, Учитељски факултет, Београд, 2001: 1-72.
7. Банђур, В. и Поткоњак, Н.: Истраживање у школи,  Учитељски факултет, Ужице, 2002: 1-238.
8. Кундачина, М. и Банђур, В.: Акционо истраживање у школи - наставници као истраживачи, Учитељски факултет, Ужице, 2004: 1-216.
9. Банђур, В. и Поткоњак, Н.: Истраживачки рад у школи – акциона истраживања, Школска књига, Београд, 2006: 1-249.
10. Кундачина, М. и Банђур, В.: Академско писање, Учитељски факултет, Ужице, 2007: 1-443.
11. Банђур, В., Кундачина, М. и Бркић, М.: Тестови знања у функцији оцењивања ученика, Учитељски факултет, Ужице, 2008: 1-160.